# Leutersdorf (Thuringe)
Pour les articles homonymes, voir Leutersdorf.
Leutersdorf est une commune allemande de l'arrondissement de Schmalkalden-Meiningen, Land de Thuringe.

## Géographie
Leutersdorf se situe dans la vallée de la Werra.
|          | Marisfeld   |           |
| Vachdorf | Leutersdorf | Henfstädt |
| Grabfeld |             | Themar    |

Leutersdorf se trouve sur la Bundesstraße 89 et la ligne d'Eisenach à Lichtenfels.

## Histoire
Leutersdorf est mentionné pour la première fois en 1057. Le village est alors une exclave de l'évêché de Wurtzbourg dans le comté d'Henneberg dont il deviendra la propriété en 1435.
Leutersdorf est la scène de chasses aux sorcières entre 1628 et 1685 : sept personnes sont accusées, au moins trois sont exécutées, on ignore le sort des autres.

## Source, notes et références
- (de) Cet article est partiellement ou en totalité issu de l’article de Wikipédia en allemand intitulé « Leutersdorf (Thüringen) » (voir la liste des auteurs).